# Michaił Kabanow
Michaił Michiejewicz Kabanow (ros. Михаил Михеевич Кабанов, ur. 1919 we wsi Zamartynyje obecnie w rejonie dobrowskim w obwodzie lipieckim, zm. 28 listopada 1943 w rejonie zaporoskim) – radziecki wojskowy, sierżant, uhonorowany pośmiertnie tytułem Bohatera Związku Radzieckiego (1944).

## Życiorys
Urodził się w rodzinie chłopskiej. Skończył 10 klas, od września 1939 służył w Armii Czerwonej, od czerwca 1941 uczestniczył w wojnie z Niemcami. Walczył na Froncie Południowo-Zachodnim i 3 Ukraińskim, był dowódcą drużyny plutonu zwiadu pieszego 1120 pułku piechoty 333 Dywizji Piechoty 6 Armii w stopniu sierżanta. Wyróżnił się przy forsowaniu Dniepru na przyczółku na północ od Zaporoża 26 września 1943, gdy podczas walk ogniem i granatami zadał Niemcom duże straty, za co został odznaczony orderem. 28 listopada 1943 zginął w walce.

## Odznaczenia
- Złota Gwiazda Bohatera Związku Radzieckiego (pośmiertnie, 22 lutego 1944)
- Order Lenina (pośmiertnie, 22 lutego 1944)
- Order Czerwonego Sztandaru (4 października 1943)
- Order Sławy III klasy (11 grudnia 1943)